# علی‌اکبر حکمی‌زاده
علی‌اکبر حَکَمی‌زاده از روحانیون تجددطلب و عقلگرا به سبک احمد کسروی بود.
وی نویسنده کتاب اسرار هزارساله بود.

## سالهای اولیه زندگی
علی اکبر حکمی زاده در شهر قم در خانواده‌ای متدین چشم به جهان گشود. پدرش، شیخ مهدی قمی پایین شهری، از علمای شهر قم در زمان خودش بود و هنگامی که مرجع شیعه، شیخ عبدالکریم حائری، از اراک به قم نقل مکان کرد و حوزهٔ علمیه قم را در سال ۱۳۴۰ ق (۱۳۰۰ ش) بنیان نهاد، در منزل وی اقامت کرد.
شیخ مهدی قمی داماد ابوالحسن طالقانی، پدر سیدمحمود طالقانی بود، و علی‌اکبر خواهر زاده سیدمحمود طالقانی است.
او در مدرسه «رضویه» که پدرش بازسازی و اداره می‌کرد به عنوان طلبه مشغول تحصیل شد و در این راه گامهای مهمی پیمود به گونه‌ای که حاشیه‌ای بر کتاب شرحی بر کفایه الاصول آخوند خراسانی نوشت. کتابی که آخرین کتاب اصولی است که در مرحلهٔ سطح تدریس می‌شود.
وی در مجالس نیز به مرثیه خوانی و روضه خوانی می‌پرداخت.

## اندیشه و خط مشی
حکمی زاده در تالیفاتش به انتقاد از بیشتر عقاید و اعمال شیعیان که به اسم دین رواج یافته بود پرداخت و از سیاست‌های غربی سازی رضاشاه حمایت می‌کرد.
پس از فشارهای حوزه علمیه خودش را خلع لباس کرد. سپس رساله ای نوشت بنام «اسرار هزارساله» که در سال ۱۳۲۲ ه‍.ش (مطابق با سال ۱۳۶۳ ق) به شکل مقالات بلند در مجله پرچم منتشر شد که در آن عقاید و اعمال رایج میان شیعیان را مورد نقد قرار می‌داد.
حکمی زاده کتاب اسرار هزارساله را به عنوان حلقه ای از حلقه‌های فعالیت علیه خرافات و بدعت‌های مذهب شیعه و بیشتر در دفاع از اسلام ناب می‌دانست.

## فعالیتهای علمی و پژوهشی
چنین می‌نماید که وی از همان آغاز تعلیماتش، شخصیتی تأثیرگذار و تا حدودی از تفکرات احمد کسروی، متأثر بوده‌است. از اینجا بود که گام به گام از رویهٔ تقلیدی به سوی عقلانیتی عصری تحول یافت. همچنان به انتقاد از ورود خرافات به دین و اعمال شیعیان که به اسم دینداری انجام می‌دادند پرداخت.
حکمی زاده را می‌توان از اصلاح گران دینی دانست. وی ابتدا کتابی نوشت به نام «راه نجات از آفات تمدن عصر حاضر» و در آن تصویر سیاهی از فسادهای جامعه به دست داد که همه ناشی از تمدن حاضر بود.
او معتقد بود رضاشاه در ایران مسبب فساد و فحشا بوده که این هم متأثر از غرب است. با این حال، در کل، از کارهای رضاشاه برای اصلاح لباس و دین و امثال آن، تا اندازه ای دفاع می‌کرد.
حکمی زاده بهمراه سید حسین بدلا و محمد همایون پور مجله همایون را در سال ۱۳۱۳ در شهر قم منتشر کردند و اندیشه‌هایی نوآورانه و سنت شکن دربارهٔ تشیع می‌نوشتند. حکمی زاده یازده شماره از همایون را درآورد و خودش بیش از سی مقاله در آن نوشت. علی اکبر برقعی، ابوالحسن طالقانی، محمدتقی اشراقی در آن مقاله می‌نوشتند و دفتر آنها در مدرسه رضویه بود. حکمی زاده نسبت به مراسم عاشورا و نیز اهل منبر، مقالاتی می‌نوشت. افزون بر این، در زمینه‌های اجتماعی مانند بهداشت عمومی در این نشریه می‌نگاشت.
او باور داشت از خدا تنها نامی در جامعهٔ اسلامی مانده‌است و اختیاراتش میان امامان و امام زادگان تقسیم شده‌است. حکمی زاده و دوستانش غرب را منشأ رواج کارهای غیراخلاقی دانسته و مثل کسروی شرق‌گرا بودند.

## مقالات جنجالی
حکمی‌زاده در مقاله‌ای با عنوان «زبان خنثی»، زمزمه بیرون ریختنِ الفاظ خارجی از زبان فارسی را مطرح کرد.
او در مقاله «بت‌پرستی» تلویحاً احترام به مراقد ائمه و امامزادگان (ع) و توسل به آنان را شرک خوانده و مورد مذمت قرار داد.
پس از آن کار به درگیری کشید و مجله تعطیل گردیده حکمی زاده خلع لباس شد.

## پس از تعطیلی مجله همایون
پس از تعطیلی همایون، حکمی زاده، مدتی به عنوان معلم در آسیابک زرند، و بعدها در یک دفترخانه کار می‌کرد. وی این زمان به تهران می‌رفت و در جلسات کسروی و شریعت سنگلجی هم رفت و آمد داشت. همچنین در مجالسی که در منزل عباسقلی بازرگان برای مباحثات دینی برپا می‌شد، شرکت داشت.
وی در حدود سال ۱۳۱۷ به دانشکده معقول و منقول رفته و سال ۱۳۱۹ مدرک خود را گرفت.
پس از شهریور بیست و رفتن رضاشاه و باز شدن فضا و تقویت امر دین و مذهب، حکمی زاده هم مثل کسروی قدری تندتر شد.

## انتشار اسرار هزارساله و نقد تشیع
در سال ۱۳۲۲ شمسی رساله‌ای را به پیوست مجله «پرچم» بنام «اسرار هزار ساله» خطاب به پیشوایان دینی منتشر کرد و خرافات راه یافته به تشیع را با طرح ۱۳ پرسش به چالش کشید. وی درخواست نمود که حوزه علمیه قم جواب سوال‌های او را بدهد.

## پاسخ دهندگان به اسرار هزارساله
افراد زیر پاسخ دادند:
1. محمد خالصی‌زاده
2. همت‌آبادی کتاب «پاسخ‌نامه اسلامی» را با جواب‌هایی نوشت.

۳-روح‌الله خمینی کتاب «کشف‌الاسرار» را در پاسخ اسرار هزار ساله نوشت و حکمی‌زاده را در آن کتاب مورد عتاب قرار داده و به آن ۱۳ سؤال پاسخ داد. وی در عین حال با اینکه موضوع ربطی به کسروی نداشت چند بار کسروی را مورد فحاشی قرار داد

## پس از انتشار شیعی‌گیری
حکمی زاده بعد از نگارش شیعی گری کسروی همچنان به کار در دفترخانه ادامه داد. مدتی هم در وزارت دارایی بود و در نهایت به اداره کشاورزی رفت.

## خلع لباس شدن در دوره جمهوری اسلامی
علی‌اکبر حکمی‌زاده قمی؛ نویسندهٔ کتاب «اسرار هزار ساله» که پس از انقلاب ۱۳۵۷ خلع لباس شد.

## پس از ترور کسروی
وقتی کسروی در ۲۰ اسفند سال ۲۴ توسط فداییان اسلام ترور شد، حکمی زاده به کلی از قم و تهران فاصله گرفته و بیشتر در حیدرآباد کرج سکونت گزید.

## مرغداری
وی سپس به صورت مکاتبه ای با دانشگاه یوتا در آمریکا ارتباط برقرار کرده و به‌طور مکاتبه ای در رشته مرغداری به تحصیل پرداخت. از سال ۱۳۲۸ یک مرغداری در یوسف آباد تهران به راه انداخت که تا سال ۱۳۴۸ برقرار بود. پس از آن، مرغداری را به محلی در نزدیکی اسلامشهر منتقل کرد.
او باقی عمر خود را به کار مرغداری پرداخت و برای اولین بار مجله مرغداری را در ایران منتشر کرد.

## مرگ
وی در ۱۲ مهر سال ۱۳۶۶ درگذشت.